# Due Ponti Cup
El Due Ponti Cup es un torneo profesional de tenis. Pertenece al ATP Challenger Series. Se disputó su única edición en el año 2010 sobre pistas de tierra batida, en Roma, Italia.

## Palmarés

### Individuales
| Año  | Campeón          | Finalista      | Resultado |
| ---- | ---------------- | -------------- | --------- |
| 2010 | Filippo Volandri | Reda El Amrani | 6–3, 6–2  |

### Dobles
| Año  | Campeones                            | Finalistas             | Resultado |
| ---- | ------------------------------------ | ---------------------- | --------- |
| 2010 | Santiago González Travis Rettenmaier | Sadik Kadir Purav Raja | 6–2, 6–4  |